# Coindu
Coindu este o companie producătoare de huse pentru automobile din Portugalia.
Fondată în 1988 de o familie germană împreună cu doi afaceriști portughezi, Coindu s-a ocupat inițial cu producția de genți.
Patru ani mai târziu, compania a deschis o unitate de producție în Portugalia, dedicându-se exclusiv producției de componente auto.

## Coindu în România
Compania și-a făcut botezul pieței internaționale în România, unde a venit în 2005 și și-a deschis o fabrică unde lucrau nu mai mult de 150 de salariați.
Deține o fabrică în Zona Liberă Curtici-Arad, care a înregistrat afaceri de 7,5 milioane de euro în anul 2007 și avea 800 de angajați.
În anul 2015, sucursala din România avea 1.450 de angajați.